# セーラ・ロウエル
セーラ・ロウエル（SARAH VERA LOWELL、1960年12月30日 - 2011年6月28日）は、タレント・モデル。血液型・A型。婚姻後の本名は石井セーラ(誕生名はSARAH VERA LOWELL)。
初期の一時期はセーラという名で活動していた。身長164cm（1979年時点）。

## 来歴
1960年、神奈川県横浜市にアメリカ人の父と日本人の母との間にSARAH VERA LOWELLとして生まれる。父はボストンの三大名家の一つのLOWELL(ロウエル)家の出身、母は武田信玄の子孫と紹介されたことがある。12歳の時に渋谷でスカウトされ、モデルデビュー。本人によると、最初はバレリーナになりたく、15歳でイギリスに渡るはずだったが、断念して日本での仕事を選んだ。雑誌「セブンティーン」の専属モデルを務めた後、1979年に『11PM』のカバーガールを務め、人気を集める。1981年4月25日から10月3日迄TBSの刑事ドラマ『Gメン'75』にマリコ寺岡刑事として出演した。その後ラジオ番組のDJや『MTV:Music Television』のVJをはじめ、司会・リポーターなどで活躍。1987年に実業家と結婚してからは主婦業に専念するも、のちにその実業家が他界。2007年にオスカープロモーションに所属していた当時のマネージャーと再婚した。2008年に雑誌「クロワッサン」746号の特集記事「カラダの中から輝く美容法。」に登場。2009年からタレント活動を本格的に再開した。
2009年に病院の検査で癌が見つかり、手術や抗がん剤治療を続けながら入退院を繰り返していたが、2011年6月28日午前0時30分、子宮頸癌のため東京都内の病院で死去。50歳没。戒名は鳳月惺良大姉（ほうげつせいらだいし）。

## 人物
- 初めての仕事はクラシックのレコードジャケット撮影[1]。
- 昔からハローキティが好きで、晩年はご当地キティを集めていた。

## 出演

### テレビドラマ
- 鉄道公安官　第27話「宝石泥棒はトップモデル!?」（1979年11月19日、テレビ朝日）
- 天皇の料理番（1980年 - 1981年、TBS） - フランソワーズ
- Gメン'75　第307話「新・Gメンの罠はヌード金髪死体」−第330話「19才の金髪美女強盗団」（1981年4月25日−10月3日、TBS） - マリコ寺岡刑事
- 西部警察 PART-II 第13話「俺の愛したマリア」（1982年9月12日、テレビ朝日） - マリア
- 月曜ドラマランド （フジテレビ）
  - 「純ちゃんの奥さまは魔女」（1984年7月16日）
  - 「ハーイあっこです1」（1984年11月5日）
- 奇兵隊（1989年12月30日・12月31日、日本テレビ） - 楠本イネ

### 声の出演
- テン（1985年3月17日、テレビ朝日「日曜洋画劇場」） - ジェニファー（ボー・デレク）

### 音楽番組
- Pioneerステレオ音楽館（1979年 - 1980年頃、テレビ東京）
- 夜のヒットスタジオ（1979年8月6日・1980年8月4日、フジテレビ）※歌手として出演。
- MTV:Music Television（ABC）
- Beat HIT '84（テレビ愛知）

### バラエティ番組
- びっくり日本新記録（1978年10月 - 1979年3月、よみうりテレビ） - アシスタント、司会は関口宏
- 11PM（1979年 - 1980年2月、日本テレビ） - 水曜カバーガール
- なるほど!ザ・ワールド（フジテレビ） - リポーター

### スポーツ番組
- プロ野球ニュース内「マンデースポーツワールド」（1986年、フジテレビ） 司会
- NFL Touchdown（1988年10月 - 1990年3月、日本テレビ） 司会

### ラジオ
- キリン ライト・ジョッキー（TBSラジオ、HBCラジオ）
- 土曜電リクファッション大魔王（ニッポン放送）[2]
- ポップサウンズ（CBCラジオ）[2]
- DIATONE ポップスベストテン（TOKYO FM）[2]

### CM
- ダイハツ・シャレード（1978年 - 1981年）
- コダック コダカラーフィルム（1978年）
- リッカー マイティ シリーズ（1978年 - ）月掛け予約（1981年）
- コーセー化粧品 エスプリーク（1978年 - 1980年）
- ユニ・チャーム チャームナップ・デオドラントミニ（1980年）
- ニッスイ ひとくち シリーズ（1985年）
- 学生援護会 an（1987年）

### 映画
- さわこの恋　上手な嘘の恋愛講座 　(1990年)　‐　堤素子

## 雑誌
- セブンティーン
- 平凡パンチ
- くるまにあ
- GORO
- 女性自身
- 週刊プレイボーイ
- サンデー毎日
- 写楽
- クロワッサン

## レコード（シングル盤）
- レイニィボーイ1013mb（1979年、日本フォノグラム）※セーラ & STUDS名義
- KISS ME QUICK!（1980年、日本フォノグラム）
- Get The Sun（1981年、フィリップスレコード）※ダイハツ・シャレード・イメージソング